# Kompetensutveckling
Kompetensutveckling är ett ofta förekommande begrepp inom arbetslivet och syftar till när personal eller ledning får möjlighet att utveckla sig inom sin yrkesroll genom att de får genomgå olika former av utbildningar och kurser. Målet är att höja kompetensen samt engagemanget hos en individ och på företaget.
Kompetensutvecklingen utgör ett inslag i företags och organisationers strategiska kompetensförsörjning. Ett sådant långsiktigt och strategiskt arbete är avgörande för organisationens överlevnad och konkurrenskraft.
Ett annat viktigt redskap för företags och organisationers kompetensförsörjning är utbildningsinstitutioner. I Sverige finns både formella och informella lärandekontexter, och kompetensutvecklingen stöds av ett system för vuxnas lärande.